# Вилинский, Сергей Григорьевич
Сергей Григорьевич Вилинский (3 [15] сентября 1876, Кишинёв, Российская империя — 1950, Прага, Чехословакия) — русский филолог-славист, историк литературы, педагог, профессор Новороссийского университета.

## Биография
Родился 3 (15) сентября 1876 года в Кишинёве в семье штаб-офицера.
в 1895 году окончил с золотой медалью Кишинёвскую 1-ю мужскую гимназию; затем учился в Санкт-Петербургском филологическом институте. В сентябре 1896 года поступил на историко-филологический факультет Новороссийского университета, который окончил в 1900 году и с котором была связана его жизнь до эмиграции: в 1907 году он защитил здесь диссертацию «Послания старца Артемия» и вскоре стал профессором кафедры русской литературы; с 1909 года был профессором по кафедре русского языка и словесности и до 1912 года — секретарём историко-филологического факультета, в 1912–1917 годах — проректор университета. В 1913 году получил малую Ломоносовскую премию.
В 1922 году эмигрировал из России. Был преподавателем гимназии в Пловдиве; читал курс русской литературы в Русском педагогическом институте им. Я. А. Коменского в Праге. С 1927 года — профессор философского факультета университета в Брно.